# Anna Moncrieff
Anna Moncrieff (verh. Hovey; * 11. August 1902 in Winnipeg; † 27. Januar 1995) war eine kanadische Pianistin und Musikpädagogin.
Die Tochter des Journalisten und Dirigenten John J. Moncrieff war Schülerin von Mary L. Robertson, J. W. Matthews und Eva Clare. Sie trat beim Rundfunk auf und nahm 1932 am Eröffnungskonzert des Winnipeg Auditorium teil. Als Mitglied der Manitoba Registered Music Teachers' Association gab sie viele Jahre privaten Klavierunterricht. Als Klavierbegleiterin trat sie mit Musikern wie Betty-Jean Hagen, Bronisław Huberman, Zara Nelsova und Kathleen Parlow bei deren Konzerten in Winnipeg auf. Ihr Bruder John Moncrieff wurde als Opernsänger bekannt.

## Quelle
- The Canadian Encyclopedia - Anna Moncrieff

| Personendaten    | Personendaten                           |
| ---------------- | --------------------------------------- |
| NAME             | Moncrieff, Anna                         |
| ALTERNATIVNAMEN  | Hovey, Anna                             |
| KURZBESCHREIBUNG | kanadische Pianistin und Musikpädagogin |
| GEBURTSDATUM     | 11. August 1902                         |
| GEBURTSORT       | Winnipeg                                |
| STERBEDATUM      | 27. Januar 1995                         |